# Великомлинівецька сільська рада
Великомлинівецька сільська рада (до 2016 року — Радянська сільська рада) — адміністративно-територіальна одиниця та орган місцевого самоврядування у Кременецькому районі Тернопільської області. Адміністративний центр — село Великі Млинівці.

## Загальні відомості
Великомлинівецька сільська рада утворена в 1963 році.
- Територія ради: 20,27 км²
- Населення ради: 2 166 осіб (станом на 2001 рік)

## Населені пункти
Сільській раді були підпорядковані населені пункти:
- с. Великі Млинівці
- с. Підлісці

## Склад ради
Рада складалася з 14 депутатів та голови.
- Голова ради: Шевчук Оксана Олексіївна
- Секретар ради:

### Керівний склад попередніх скликань
| Прізвище, ім'я, по батькові  | Основні відомості                                                               | Дата обрання | Дата звільнення |
| ---------------------------- | ------------------------------------------------------------------------------- | ------------ | --------------- |
| Савельєв Василь Сергійович   | Сільський голова, 1961 року народження, безпартійний                            | 26.03.2006   | 31.10.2010      |
| Галєвич Олександр Сергійович | Сільський голова, 1962 року народження, освіта середня спеціальна, безпартійний | 31.10.2010   | 25.10.2015      |
| Шевчук Оксана Олексіївна     | Сільський голова, 1960 року народження, освіта вища, безпартійна                | 25.10.2015   |                 |

Примітка: таблиця складена за даними сайту Верховної Ради України та ЦВК

### Депутати VII скликання
За результатами місцевих виборів 2015 року депутатами ради стали:

#### За суб'єктами висування
| Суб'єкт висування | Кількість обраних депутатів | %      |
| ----------------- | --------------------------- | ------ |
| Самовисування     | 14                          | 100.00 |

### Депутати VI скликання
За результатами місцевих виборів 2010 року депутатами ради стали:

#### За суб'єктами висування
| Суб'єкт висування | Кількість обраних депутатів | %   |
| ----------------- | --------------------------- | --- |
| Самовисування     | 16                          | 100 |

#### За округами
| № округу | Прізвище, ім'я, по батькові         | Дата визнання обраним | Освіта             | Партійна приналежність                        | Відомості про обраного депутата                                                    |
| -------- | ----------------------------------- | --------------------- | ------------------ | --------------------------------------------- | ---------------------------------------------------------------------------------- |
| 1        | Ільчук Інна Олексіївна              | 01.11.2010            | вища               | позапартійна                                  | Великомлинівецька сільська рада, землевпорядник                                    |
| 2        | Бондар Валентин Володимирович       | 01.11.2010            | вища               | позапартійний                                 | Державний реєстр Кременецької РДА, начальник відділу з питань державної реєстрації |
| 3        | Мацишин Микола Олександрович        | 01.11.2010            | середня спеціальна | позапартійний                                 | тимчасово не працює                                                                |
| 4        | Тивонюк Ярослав Андрійович          | 01.11.2010            | середня спеціальна | позапартійний                                 | приватний підприємець                                                              |
| 5        | Кондратюк Наталія Василівна         | 01.11.2010            | вища               | позапартійна                                  | Кременецька загальноосвітня школа-інтернат І-ІІІ ст., вчитель                      |
| 6        | Марценюк Антоніна Андронівна        | 01.11.2010            | вища               | член Всеукраїнського об'єднання «Батьківщина» | Великомлинівецька сільська рада, секретар                                          |
| 7        | Савелій Мирослава Володимирівна     | 01.11.2010            | вища               | позапартійна                                  | Кременецька РДА, соціальний працівник                                              |
| 8        | Тарковський Ростислав Ростиславович | 01.11.2010            | середня спеціальна | позапартійний                                 | приватний підприємець                                                              |
| 9        | Кубай Володимир Романович           | 01.11.2010            | середня            | позапартійний                                 | приватний підприємець                                                              |
| 10       | Грома Оксана Миколаївна             | 01.11.2010            | середня спеціальна | позапартійна                                  | тимчасово не працює                                                                |
| 11       | Ізраіл Галина Сергіївна             | 01.11.2010            | середня спеціальна | позапартійна                                  | Кременецька центральна районна комунальна лікарня, медична сестра                  |
| 12       | Ковальчук Людмила Степанівна        | 01.11.2010            | вища               | позапартійна                                  | приватний підприємець                                                              |
| 13       | Ковальчук Петро Васильович          | 01.11.2010            | вища               | позапартійний                                 | ТДУДППЗ «Укрпошта», оператор поштового зв'язку                                     |
| 14       | Штука Надія Олексіївна              | 01.11.2010            | середня спеціальна | позапартійна                                  | Підлісецька загальноосвітня школа, завгосп                                         |
| 15       | Кондратюк Володимир Сергійович      | 01.11.2010            | середня спеціальна | позапартійний                                 | приватний підприємець                                                              |
| 16       | Волянюк Тетяна Леонідівна           | 01.11.2010            | середня спеціальна | позапартійна                                  | Великомлинівецька сільська рада, завідувачка клубу                                 |